# Nahum Buch
Nahum Buch (en hebreo: נחום בוך‎; Tel Aviv, Palestina; 23 de noviembre de 1932 – Melbourne, Australia; 7 de noviembre de 2022) fue un nadador y entrenador de natación israelí, campeón israelí y poseedor del récord de natación israelí. Participó en los Juegos Olímpicos de Helsinki 1952 con el uniforme de la selección nacional de Israel. Fue el primer nadador israelí en participar en los Juegos Olímpicos. Entrenó al equipo de natación en el que nadaba, el Brit Maccabim Atid, y se desempeñó como entrenador nacional en las competiciones de natación de la 8.ª edición de los Juegos macabeos.

## Biografía
En la competición inaugural de natación de la temporada celebrada en la piscina Gali Gil en Ramat Gan en agosto de 1948 Boch ganó una medalla de oro en los 100 metros estilo libre con un tiempo de 1:11,4 minutos.
En las competiciones de natación de la Tercera edición de los Juegos macabeos celebradas en la piscina Bat Galim de Haifa en octubre de 1950 Boch ganó una medalla de oro en el relevo 4x200 metros estilo libre junto a Eitan Freud, Isaiah Albaum y Arnon Torin con un resultado de 10:07,6 minutos. por delante de Austria e India. Además de eso, terminó en quinto lugar en los 100 metros estilo libre con un tiempo de 1:06.1 minutos, segundo entre los nadadores israelíes. Torin terminó primero entre los nadadores israelíes y cuarto en la general con un tiempo de 1:06.0 minutos, por lo que tuvo el premio al mejor participante de los Juegos.
En los Juegos Olímpicos de Helsinki 1952 Buch terminó en el puesto 59 en la clasificación general en los 100 metros libres con un tiempo de 1:05,6 minutos luego de terminar en el séptimo lugar en el primer hit eliminatorio, siendo el primer nadador de Israel en participar en los Juegos Olímpicos.
En una competencia de natación bajo techo del equipo Brit Maccabim Atid celebrada en Holon en septiembre de 1954 Boch estableció un nuevo récord israelí en los 100 metros estilo libre con un resultado de 1:02,7 minutos, mejorando el récord de Shlomo Tinshem de Maccabi Haifa que fue de 1:03 minutos logrado 16 años antes en una competencia de natación entre el equipo israelí y el equipo griego.
En octubre de 1958 Boch fue a estudiar a la Escuela Superior de Deportes en Colonia, Alemania y al Instituto de Deportes cerca de la Universidad de Yale en New Haven, Estados Unidos durante 20 meses. Después de eso, entrenó al equipo de natación donde nadaba, el Brit Maccabim Atid. Se desempeñó como entrenador nacional en las competencias de natación de la 8.ª edición de los Juegos macabeos celebrada en 1969. Entre los nadadores destacados que entrenó se encuentran los nadadores olímpicos Shoshana Rivner, Amiram Trauber y Amnon Kraus, así como los campeones israelíes Dorit Zaltz, Hanna Maron, Gabriel Nest, David Wiseman y Danny Karpan entre otros.
En los años de su actividad como nadador e incluso más tarde, en los años 60 cuando se dedicaba a los entrenamientos, Boch también fue jugador de waterpolo e incluso participó con el uniforme de la selección de waterpolo de Israel en la quinta edición de los Juegos macabeos de 1957.
En noviembre de 1974 Boch dejó Israel y se mudó a Melbourne, Australia; donde ganó un reconocimiento por su contribución para la juventud de nadadores judíos australianos, y donde vivió hasta su muerte el 7 de noviembre de 2022.